# Lucrezia Agujari

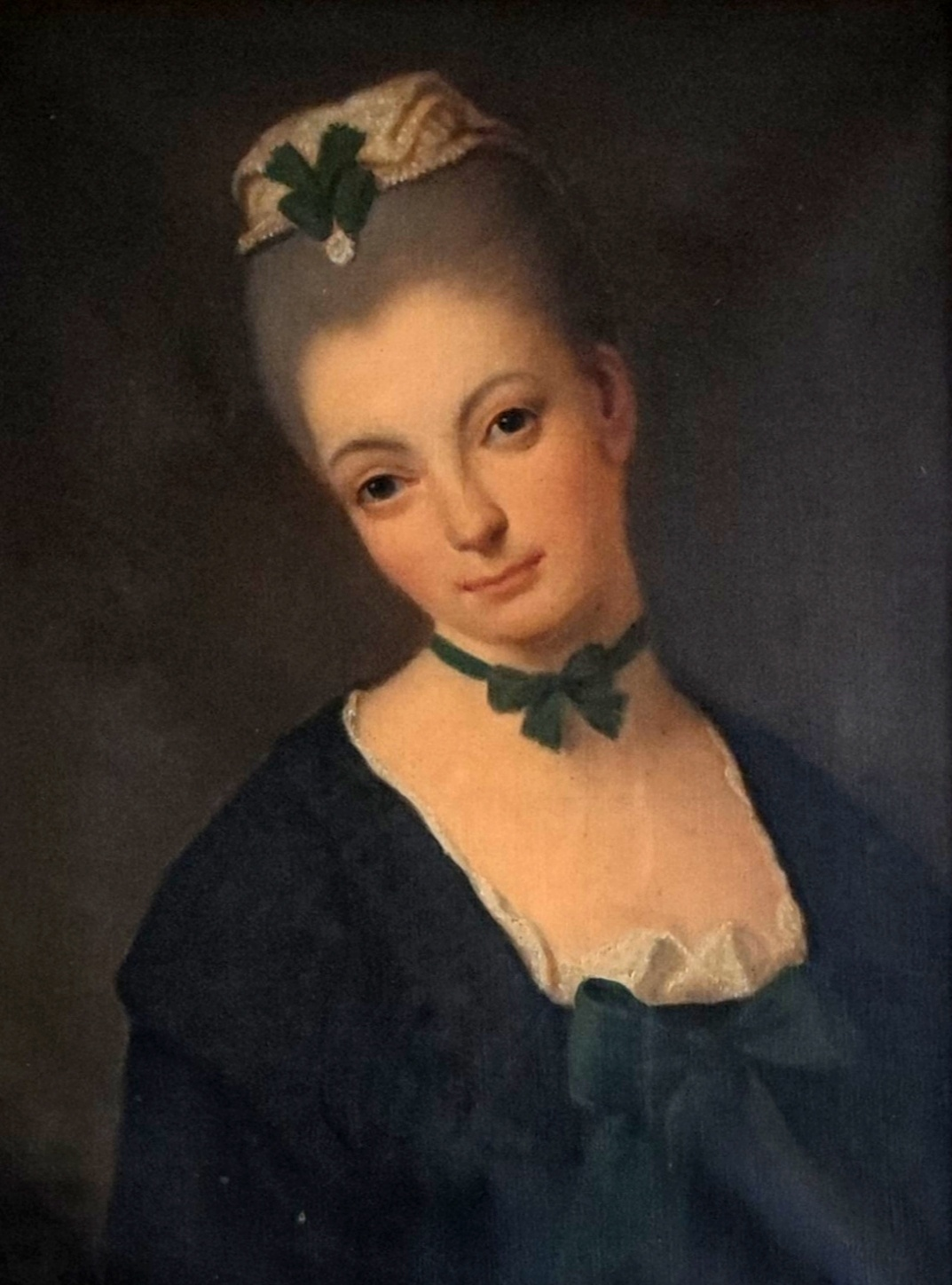
Ritratto della cantante Lucrezia Agujari, detta "la Bastardella" (Ferrara 1747- Parma 1783), donato dal conte Stefano Sanvitale

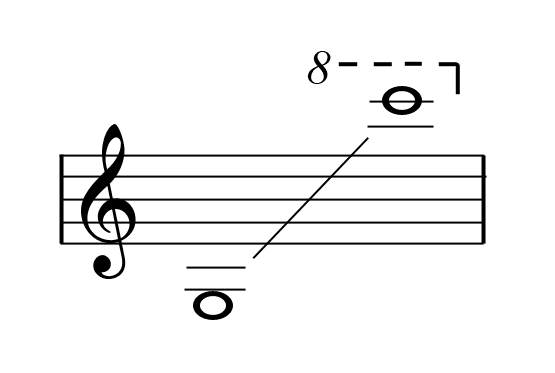
Estensione vocale della "Bastardella"

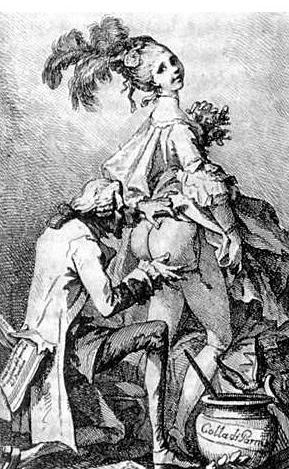
Caricatura di Giuseppe Colla con Lucrezia Agujari

La Bastardella, o La Bastardina, nome d'arte di Lucrezia Agujari (Ferrara, 1743/1746 – Parma, 18 maggio 1783), è stata un soprano italiano.

## Biografia
Figlia naturale di un nobile ferrarese, forse del marchese di Bentivoglio, o forse una semplice trovatella, la Agujari, che nei cartelloni comparve sempre come "La Bastardella", era un apprezzato soprano di coloratura ed era dotata di una straordinaria estensione vocale: negli anni migliori pare la sua voce si estendesse per tre ottave e mezzo, fino al Do6. Fu adottata da tale Leopoldo Agujari e studiò in Ferrara con Brizio Petrucci (1737-1828), maestro di cappella del Duomo, poi con l'abate Lambertini.

### Il debutto e L'affermazione
Dopo il debutto a Firenze nel 1764, dove fu acclamata per il suo virtuosismo, fu a Padova, Genova, Lucca e Verona nel 1765, a Genova, ancora Lucca e Parma, dove si stabilì, nel 1766. 
In questo periodo si parla di una sua possibile relazione con il compositore ceco Josef Mysliveček, anch'egli in quel periodo a Parma. 

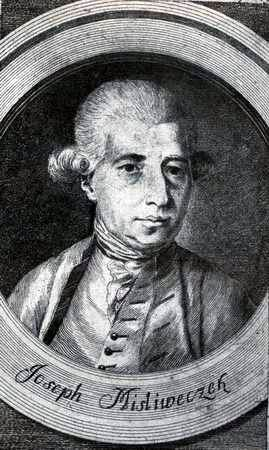
Josef Mysliveček

Il primo gennaio 1768 fu nominata virtuosa di camera alla corte di Parma: è ormai una delle cantanti più famose d'Italia. 
Canta al Teatro San Carlo di Napoli Venere nella prima assoluta di Il giudizio d'Apollo di Nicola Sala e al Teatrino di corte (Napoli) Tetide nella prima assoluta di Nozze di Peleo e Tetide di Paisiello (maggio 1768) in occasione delle nozze del re Ferdinando di Borbone con l'arciduchessa Maria Carolina d'Asburgo-Lorena, ottenendo un trionfo cantata anche al San Carlo.
Paisiello compose due arie su misura per lei: alcuni dissero che l'estremo virtuosismo dei pezzi era pensato per metterla in difficoltà. 
L'anno successivo La Bastardella intervenne alle celebrazioni per un altro matrimonio principesco rientrante nella politica di appeasement tra Asburgo e Borboni: a Parma, nel mese di agosto, interpretò un duplice ruolo nello spettacolo operistico Le feste d'Apollo, curato da Christoph Willibald Gluck su musiche da lui composte, in parte nuove, in parte tratte da opere precedenti. Lo spettacolo era organizzato nel quadro dei festeggiamenti connessi con il matrimonio tra il duca Ferdinando I di Borbone-Parma e l'arciduchessa Maria Amalia, sorella di Maria Antonietta.

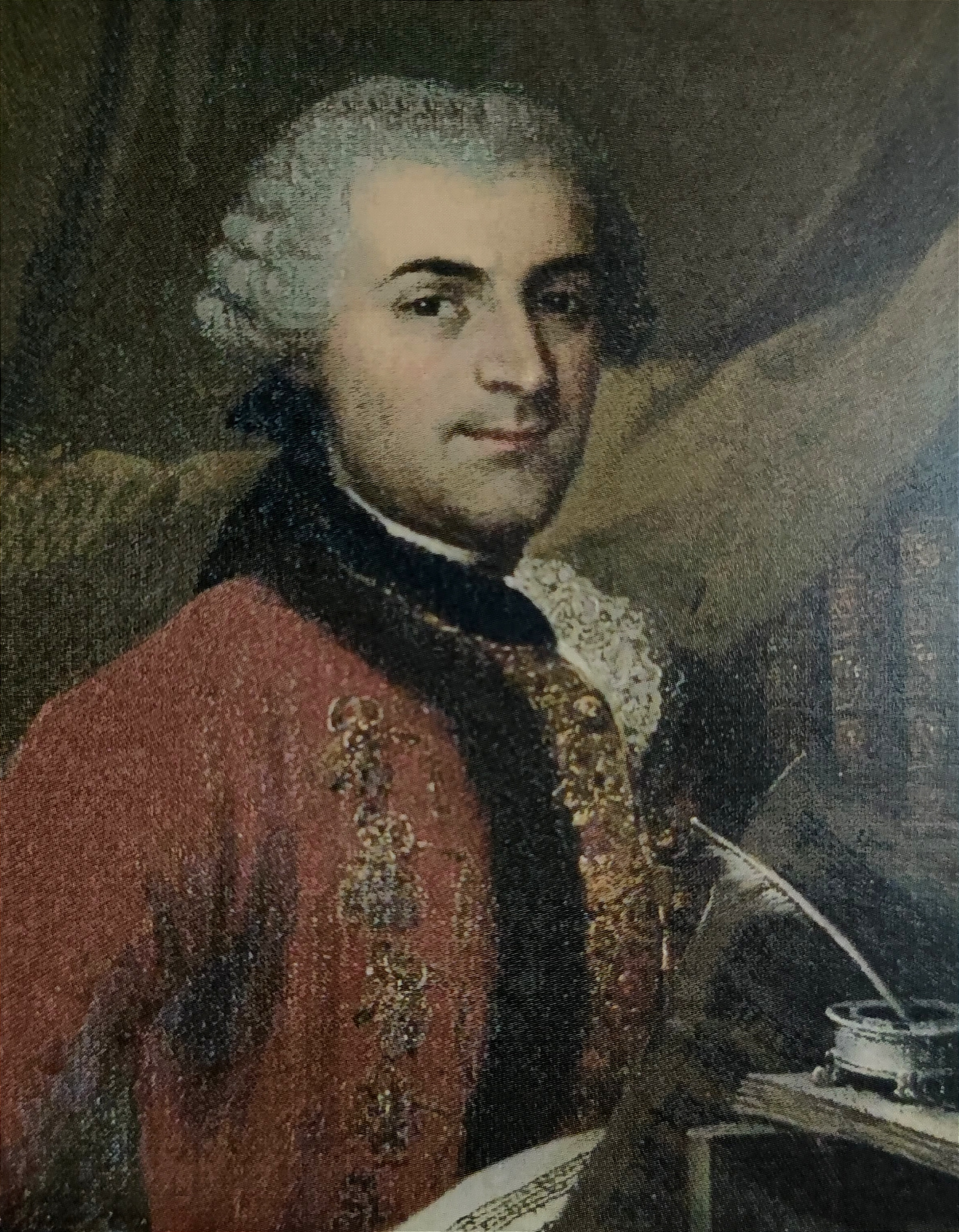
Ritratto di Giuseppe Colla, autore ignoto (Parma, conservatorio di musica)

A Parma aveva incontrato il compositore Giuseppe Colla (1731-1806) con cui, al ritorno da Napoli, entrò in una collaborazione artistica e personale esclusiva: i due si sposeranno nel 1780 dopo aver convissuto per molti anni. 
Presentando opere di Colla canterà al Teatro San Benedetto di Venezia (come Berenice nella prima assoluta di Vologeso, 1770), Genova (1771), Teatro Regio di Torino (come protagonista della prima assoluta di Andromeda diretta da Gaetano Pugnani con Giuseppe Aprile, 1773), Parma (1773), Milano (1774) e ancora Torino (1775).
Dopo aver cantato, in luglio, a Parigi, debuttò a Londra, scritturata dallo storico della musica Charles Burney, il 12 ottobre 1774, al teatro Pantheon in Oxford Street. Cantò alla presenza, tra gli altri, di Benjamin Franklin (una sua lettera, in cui invia a Franklin la musica che canterà quella sera, è conservata nei carteggi di Franklin). Per l'ingaggio le fu pagata l'allora enorme somma di 100 sterline per cantare due sole canzoni. Tornò in Italia nel 1776 e calcò le scene per altri quattro anni prima di ritirarsi.
Burney aveva di lei un'opinione estremamente lusinghiera, e attribuiva la terza ottava di Lucrezia all'uso del falsetto:
(Charles Burney)
L'avventuriera ed epistolarista Sara Goudar fu invece meno clemente (e alquanto acida):
(Sarah Goudar)

### La visita dei Mozart
Nel 1770, a Parma, aveva cantato alla presenza dei Mozart, padre e figlio, allora in viaggio in Italia. Essi parlarono di lei in una lettera di Wolfgang Amadeus Mozart alla sorella da Bologna datata 24 marzo 1770:
(Leopold Mozart)
La lettera prosegue con un post scriptum di Wolfgang:
2) una gola galante 

3) un'estensione incredibile»
(Wolfgang Amadeus Mozart)

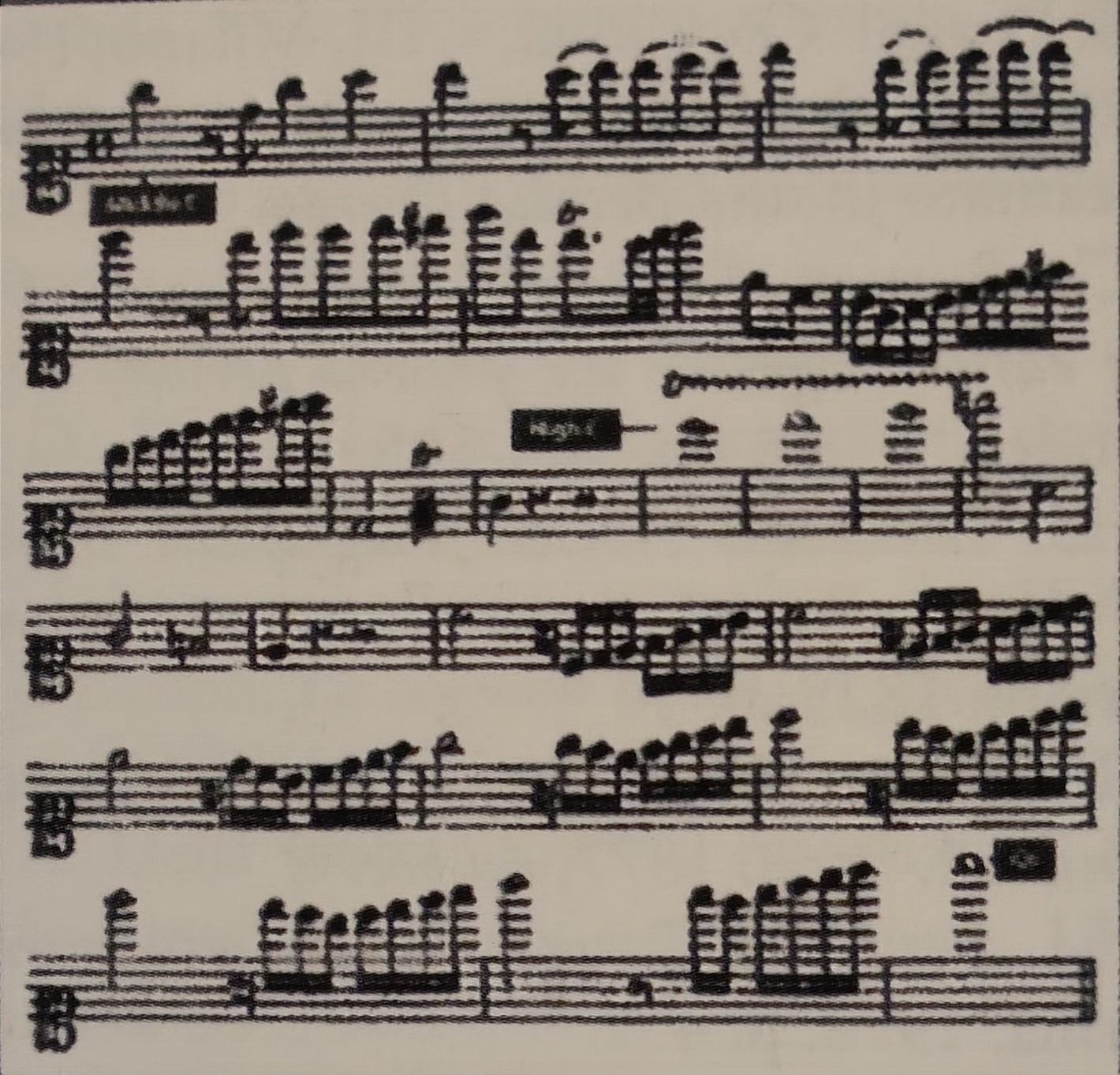
La postilla di Wolfgang Amadeus Mozart si conclude con due punti "il mia presenza ha cantato passaggi e note di questo genere"

La trascrizione di alcuni dei passaggi cantati da Lucrezia erano tratti dall'aria il mio pastor tu sei, dall'opera Filemone e Bauci di Gluck: quest'ultimo aveva scritto il ruolo di Bauci per l'Agujari, che interpretò nel 1769 per la prima rappresentazione a Parma, nel corso delle "Feste di Apollo".
Mozart, dieci anni dopo, scrive a suo padre questo commento confrontando il soprano Gertrud Elisabeth Mara a Lucrezia Agujari :

### La morte
Morì a soli 36 anni, nel 1783, per "infermità di petto", come allora chiamavano la tubercolosi, e fu sepolta nella chiesa del Carmine (demolita nel 1912). Ci fu chi disse che fosse stata avvelenata da una rivale.
Un suo ritratto si trova nella Sala Dorata del Museo Glauco Lombardi a Parma.

## Repertorio
| Repertorio operistico |                            |                    |
| Ruolo                 | Titolo                     | Autore             |
| Fulvia                | Ezio                       | Traetta            |
| Dircea                | demofoonte                 | Brizio Petrucci    |
| Beroe                 | La Nitteti                 | Brizio Petrucci    |
| Cleofide              | Alessandro dell'indie      | Autori Vari        |
| Cleopatra             | Tigrane                    | Giuseppe Colla     |
| Ipermestra            | Ipermestra                 | Autori Vari        |
| Tetide                | Le nozze di Peleo e Tetide | Giovanni Paisiello |
| Arcinia e Bauci       | Le feste d'Apollo          | Gluck              |
| Berenice              | Vologeso                   | Giuseppe Colla     |
| Andromeda             | Andromeda                  | Giuseppe Colla     |
| Zama                  | amas Kouli-Kan nell'Indie  | Gaetano Pugnani    |
| Argea                 | Argea                      | Felice Alessandri  |
| Erasitea              | Uranio ed Erasitea         | Giuseppe Colla     |
| Cleonice              | Demetrio                   | Josef Mysliveček   |
| Andromeda             | Andromeda                  | Giovanni Paisiello |
| Cleopatra             | Tolomeo                    | Giuseppe Colla     |
| Aurora                | Aurora                     | Gaetano Pampani    |
| Andromeda             | Andromeda                  | Giuseppe Colla     |
| Didone                | Didone abbandonata         | Autori Vari        |
| Emirena               | Adriano in Sira            | Felice Alessandri  |
| Cleonice              | Demetrio                   | Francesco Bianchi  |
| Cleopatra             | Aurora                     | Gaetano Pampani    |
| Aurora                | Tigrane                    | Sconosciuto        |

## Curiosità
- Aldous Huxley ricorda la notevole prestazione della Agujari nel suo famoso romanzo Il mondo nuovo.